# 歐亞松蚜
歐亞松蚜（学名：Cinara pinea）为大蚜科松柏大蚜屬下的一个种。